# معركة تلعفر 2014
هي معركة ضارية وقعت في فجر يوم الأحد الخامس عشر من حزيران 2014 بين قوات داعش وقوات حكومة العراق.

## سير المعركة
دخلت قوات داعش مدينة تلعفر بداية على حي السلام ثم مالبثت أن تدفقت على باقي الأحياء عن طريق سيارات محملة بالمقاتلين والأسلحة حسب الفريق محمد القرش قائد القوات العسكرية العراقية في منطقة تلعفر، وفي هذه الأثناء شارك الطيران العسكري العراقي بالقصف، ذكرت مصدر داعشي أن المهاجمون بلغو ما يقارب 200 مقاتل بينما كان في المدينة 4000 مقاتل من القوات العراقية بقيادة قائد لواء العقرب السابق الملقب أبو الوليد.

## انتهاء المعركة
انتهت المعركة بسقوط المدينة بيد المهاجمين وفر عدد كبير من المدنيين إلى المناطق التي يسيطر عليها البشمركة.

## نتائج المعركة
اسفرت المعركة عن سيطرة قوات داعش على المدينة وسقط عشرات القتلى من الطرفيين حسب وكالات الانباء.